# Kalle Anka möter ödet
Kalle Anka möter ödet (engelska: How to Have an Accident in the Home) är en amerikansk animerad kortfilm med Kalle Anka från 1956.

## Handling
Filmen är uppbyggd som en undervisningsfilm, och handlar om ödets ande vid namn J.J. Fate som berättar om hur man ska undvika olyckor i hemmet. I filmen får man följa Kalle Anka som exempel på hur man ska leva ett säkert liv.

## Om filmen
Filmen är producerad i Cinemascope.
1959 släpptes en uppföljare; How to Have an Accident at Work.

## Rollista
- Clarence Nash – Kalle Anka
- Bill Thompson – J.J. Fate[5]